# Wilde Salomé
Wilde Salomé es una película estadounidense camino entre el drama y el documental de 2011 escrita, dirigida y protagonizada por Al Pacino. Fue una incursión en la obra de Oscar Wilde de 1891 Salomé, la película fue presentada en el Festival Internacional de Cine de Venecia de 2011. En el festival, Pacino fue premiado con el Premio Gloria al cineasta y ganó el Queer Lion. La cinta también contribuyó a lanzar la carrera como actriz de Jessica Chastain.
La presentación en Estados Unidos fue el 21 de marzo de 2012, en el Castro Theatre de San Francisco. Coincidiendo con el 130.º aniversario de la visita de Oscar Wilde a San Francisco, la recaudación de la premier fue donada a la GLBT Historical Society con más de mile entradas vendidas. Una nueva versión del film, sin la parte documental, titulado simplemente Salomé, fue presentada el 10 de agosto de 2013 en Estados Unidos y el 21 de septiembre de 2014 en el Reino Unido.

## Reparto
- Al Pacino como él mismo / King Herod
- Jessica Chastain como Salomé
- Kevin Anderson como él mismo / John the Baptist
- Estelle Parsons como ella misma
- Roxanne Hart como Herodias
- Barry Navidi como él mismo
- Joe Roseto como el Joven sirio / Narraboth / Capitán de la Guardia / él mismo
- Jack Stehlin como Nazarene / Jewish Leader / Himself
- Steve Roman como el capadocio
- Ozman Sirgood as Rey Herodes / Desert Sequence

## Acogida de la crítica
La película fue bien acogida por los críticos. Luis Martínez del diario El Mundo comentaba que "Admitámoslo, el despliegue de Pacino roza el simple exhibicionismo. Pero, también es cierto, que el pecado es disculpable. Es difícil cansarse de ver a Pacino". Por otra parte, Carlos Boyero de El País decía de la película que "esta película inclasificable, supone el tributo de un actor grandioso a un autor al que ama, con el que se identifica y al que desea comprender, un documental sobre la creación teatral, una reflexión profunda sobre el arte".